# 甲子園大学
甲子園大学（こうしえんだいがく、英語: Koshien University）は、兵庫県宝塚市紅葉ガ丘10-1に本部を置く日本の私立大学。1941年創立、1967年大学設置。
甲子園学院系列校として甲子園短期大学があるが、キャンパスはお互い離れている（学院本部、幼稚園、小学校、中学校・高等学校、短期大学は西宮市にある）。

## 沿革
- 1941年 財団法人甲陽学院、甲子園高等女学校を設立（創立者：久米長八）
- 1951年 学校法人甲子園学院と改称
- 1967年 甲子園大学開学（栄養学部 栄養学科）
- 1986年 経営情報学部経営情報学科開設
- 1991年 学院創立50周年記念式典
- 1992年 大学院栄養学研究科食品栄養学専攻（修士課程）開設
- 1997年 人間文化学部人間行動学科・比較文化学科開設
- 1997年 開学30周年記念式典挙行
- 2001年
  - 大学院人間文化学研究科人間文化学専攻（博士前期・博士後期課程）開設
  - 学院創立60周年記念式典
- 2002年
  - 大学院栄養学研究科食品栄養学専攻（博士後期課程）、経営情報学研究科経営情報学専攻（修士課程）開設
  - 人間文化学部人間行動学科を心理学科へ改称
- 2004年
  - 経営情報学部を現代経営学部へ改称
  - 医療福祉マネジメント学科を新設
- 2005年
  - 総合教育機構設置
  - キャリアサポートセンター設置
- 2006年
  - 経営情報学科を現代経営学科に改称
  - 人間文化学部を人文学部に改称
  - 比較文化学科を社会文化学科に改称
  - 大学院経営情報学研究科を大学院現代経営学研究科に改称
- 2007年 開学40周年記念式典挙行
- 2008年 栄養学部にフードデザイン学科を設置
- 2011年
  - 現代経営学部、人文学部、大学院現代経営学研究科の学生募集停止
  - 心理学部現代応用心理学科を設置
- 2013年 宝塚市と包括連携協定を締結[1]
- 2015年
  - 総合教育機構廃止
  - 共通教育推進センター開設
  - 大学院人間文化学研究科を心理学研究科に改称
- 2017年 開学50周年記念行事を行う
- 2022年 宝塚市立看護専門学校と多職種連携教育に関する協定を締結[2]
- 2023年 栄養学部 食創造学科を設置（同学部フードデザイン学科の学生募集停止）

## 学部
- 栄養学部
  - 栄養学科
  - フードデザイン学科 (2023年4月　学生募集停止)
  - 食創造学科
- 心理学部
  - 現代応用心理学科

※過去には現代経営学部現代経営学科・医療福祉マネジメント学科と人文学部心理学科・社会文化学科が設置されていたが、廃止された。

## 大学院
- 栄養学研究科
  - 食品栄養学専攻
    - 栄養学領域（基礎栄養学・応用栄養学）
    - 食品学領域（食品分析科学・食資源利用学）
- 心理学研究科
  - 人心理学専攻
    - 心理学コース
    - 臨床心理学コース（博士前期課程のみ）･･･(財)日本臨床心理士資格認定協会第1種指定大学院に認定

## 大学関係者

### 教員
- 満田久輝 - 元学長（第三代、任期：1978年ー1983年）
- 小川侃 - 元学長（第十代、任期：2012年ー2014年）
- 伏木亨 - 栄養学部食創造学科特任教授、前学長（第十四代、任期：2023年ー2025年）

### 出身者
- 板橋美波 - 飛込競技選手
- 寺内健 - 飛込競技選手
- 川上じゅん - 腹話術師　日本ボクシングコミッション在籍　審判員（A級レフェリー＆ジャッジ）
- 三浦マイルド - お笑い芸人
- 谷口誠治 - 芸能事務所社長、BOYS AND MENプロデューサー
- 田中一彦（スーパーマラドーナ） - お笑い芸人

## 附属学校
- 甲子園短期大学
- 甲子園学院中学校・高等学校
- 甲子園学院小学校
- 甲子園学院幼稚園

## アクセス
所在地：〒665-0006 兵庫県宝塚市紅葉ガ丘10-1
- JR西日本　福知山線 宝塚駅
- 阪急電鉄　宝塚本線（宝塚駅）、今津線（宝塚駅、宝塚南口駅）